# Delta Ophiuchi
Delta Ophiuchi (δ Ophiuchi, abgekürzt auch Delta Oph, δ Oph) ist ein Stern der Spektralklasse M1 im Sternbild Schlangenträger. Er hat eine scheinbare Helligkeit von 2,73 mag. Dies entspricht einem Stern dritter Größe. Damit ist er der viert-hellste Stern in diesem Sternbild. Nach Messungen der Parallaxe durch Hipparcos ist der Stern ca. 170 Lichtjahre von der Erde entfernt. Er trägt den Eigennamen Yed Prior (arab.يد jad / lat.), „vordere Hand“. Er bildet einen, mit bloßem Auge sichtbaren, visuellen Doppelstern mit Epsilon Ophiuchi (Eigenname: Yed Posterior, Entfernung ca. 106 Lichtjahre).

## Nomenklatur
δ Ophiuchi ist die Bayer-Bezeichnung des Sterns.
Der traditionelle Name dieses Sterns ist Yed Prior. Yed ist von dem Wort „Yad“ aus der arabischen Sprache abgeleitet und bedeutet „Die Hand“. Delta und Epsilon Ophiuchi bilden zusammen die linke Hand von Ophiuchus (Schlangenträger), welche den Kopf einer Schlange hält. Dieser Kopf wird „Serpens Caput“ genannt und ist eine Sternkonstellation im Sternbild Schlange. Seit dem 5. Oktober 2016 ist der Name „Yed Prior“ der Standardname dieses Sterns, aufgenommen in der Liste der Sternnamen der International Astronomical Union.

## Eigenschaften
Delta Ophiuchi gehört zu der Spektralklasse  M 1 III. Der Stern ist ein roter Riesenstern. Er hat seinen Wasserstoffvorrat für die Kernfusion nahezu verbraucht. Dies führt dazu, dass sich seine äußeren Hüllen erheblich ausgedehnt haben. Der scheinbare Durchmesser des Sterns konnte mit 10,47 ± 0,12 mas beobachtet werden. Bei der von Hipparchos ermittelten Distanz ergibt sich damit ein ca. 59facher Sonnendurchmesser. Trotz des im Vergleich zur Sonne großen Durchmessers, verfügt der Stern nur über die 1,5fache Masse der Sonne.
Die Effektivtemperatur der Photosphäre des Sterns ist relativ kühl mit ca. 3700 K. Aus diesem Grund leuchtet der Stern im orange-roten Licht, was typisch für einen Stern der Klasse M ist.
Der Stern gehört zur Klasse der variablen Sterne. Seine Helligkeit schwankt visuell um 0,03 Größenklassen. Die äquatoriale Rotationsgeschwindigkeit des Sterns liegt bei 7,0 km/s. Die Anwesenheit von Elementen, die schwerer als Wasserstoff und Helium sind (Metallizität), ist doppelt so hoch, wie bei unserer Sonne.
Das von dem Stern ausgesendete Licht ist von roten zu blauen Frequenzen zunehmend linear polarisiert und zeigt dabei eine gewisse Variabilität. Diese Eigenschaft kann auf eine asymmetrische Verteilung von Staub in seiner äußeren Hülle hinweisen. Es ist auch denkbar, dass ein photometrischer Hotspot hierfür verantwortlich ist.

## Ereignisse
δ Ophiuchi wurde am späten Abend (MESZ) des 8. Juli 2010 von dem fast 11 mag dunkleren Asteroiden (472) Roma für ca. 5 Sekunden bedeckt. Dieses Ereignis war von Europa und Südamerika aus zu beobachten. Aufgrund der großen Helligkeit von δ Ophiuchi war dieses Ereignis theoretisch mit bloßem Auge sichtbar.